# Kōsuke Kitajima
Kōsuke Kitajima (jap. 北島康介 Kitajima Kōsuke; ur. 22 września 1982 w Arakawie, Tokio) – japoński pływak specjalizujący się pływaniu stylem klasycznym, czterokrotny mistrz olimpijski, trzykrotny mistrz świata na długim basenie.
Do największych sukcesów w karierze Kitajimy zalicza się zdobycie siedmiu medali igrzysk olimpijskich, w tym czterech złotych. W 2004 roku w Atenach wygrał na długościach 100 m oraz 200 m stylem klasycznym, a także wywalczył brązowy medal w sztafecie 4 × 100 m stylem zmiennym. Dokładnie te same wyniki powtórzył cztery lata później w Pekinie. W 2012 roku w Londynie Japończyk zdobył jeden medal, srebrny, w sztafecie 4 × 100 m stylem zmiennym.
Startując na mistrzostwach świata Kitajima jedenastokrotnie stawał na podium, w tym trzy razy na najwyższym stopniu ze złotym medalem. W 2003 roku zwyciężył na 100 m i 200 m stylem klasycznym w Barcelonie, a w 2007 w Montrealu na dystansie 200 m stylem klasycznym. Na mistrzostwach świata na krótkim basenie Japończyk ma w swoim dorobku srebrny medal, z 2002 roku w Moskwie.
Podczas igrzysk azjatyckich Kitajima wygrał sześć złotych medali oraz jeden srebrny.

## Rekordy świata
| Data                | Miejsce   | Basen      | Konkurencja             | Rezultat    | Status                                    |
| ------------------- | --------- | ---------- | ----------------------- | ----------- | ----------------------------------------- |
| 21 lipca 2003       | Barcelona | 50-metrowy | 100 m stylem klasycznym | 59,78 s     | do 8 lipca 2004 Brendan Hansen            |
| 11 sierpnia 2008    | Pekin     | 50-metrowy | 100 m stylem klasycznym | 58,91 s     | do 27 lipca 2009 Brenton Rickard          |
| 2 października 2002 | Pusan     | 50-metrowy | 200 m stylem klasycznym | 2:09,97 min | do 2 października 2002 Dmitrij Komornikow |
| 24 lipca 2003       | Barcelona | 50-metrowy | 200 m stylem klasycznym | 2:09,42 min | do 11 lipca 2004 Brendan Hansen           |
| 8 czerwca 2008      | Tokio     | 50-metrowy | 200 m stylem klasycznym | 2:07,51 min | do 30 lipca 2009 Christian Sprenger       |